# Weigui Fang
Weigui Fang (en chinois : Fang Weigui 方维规, pinyin : Fāng Wéiguī), né en 1957 à Shanghai, est un comparatiste sinologue et traducteur chinois. 
Le quotidien suisse Neue Zürcher Zeitung et l'hebdomadaire allemand Der Spiegel ont noté Fang comme « théoricien de la littérature », tandis que Le Quotidien du Peuple le présentait en tant que chercheur, traducteur de la littérature allemande et « professeur distingué » à la Beijing Normal University (BNU), spécialiste de la théorie littéraire et de l'histoire des concepts,. Le sinologue Wolfgang Kubin, professeur émérite de l'université de Bonn et professeur à Pékin, appelle Fang « un sinologue de grand talent » dans sa critique du livre Den Kranich fragen. Et le professeur Karl-Heinz Pohl fait aussi l'éloge de la traduction de ces 155 poèmes du poète classique chinois Bai Juyi et parle dans sa préface du livre Questions à la grue « de l'art souverain » de Fang comme traducteur ». 
Fang est professeur distingué et Changjiang scholar à l'Université normale de Pékin (BNU) à Beijing. Il est aussi chercheur au Centre de théorie littéraire à la BNU et est l'un des plus importants spécialistes de la sémantique historique en Chine. Il est connu en Chine, mais aussi à l'étranger, pour ses publications sur l'évolution des langues et le développement historique de nouveaux concepts. 

## Biographie
Weigui Fang est diplômé de l'université des études internationales de Shanghai et a ensuite enseigné au département d'allemand de l'université des études étrangères de Pékin avant de poursuivre ses études en Allemagne en 1986. 
En Allemagne de l'Est, il a écrit une thèse en littérature comparée à l'université Humboldt de Berlin sur Bertolt Brecht et Lu Xun, publiée en 1991. En 1992, il soutient son doctorat en Littérature comparée à l'université d'Aix-la-Chapelle en Allemagne. Sa thèse sur L'image de la Chine dans la littérature allemande entre 1871 et 1933 est publiée en 1992. 
Par la suite, Fang rédige une thèse postdoctorale sur la littérature chinoise à la suite du Mouvement du 4 mai. Parallèlement, il enseigne et effectue des recherches au département II - Sinologie de l'université de Trèves en Allemagne. 
De 1996 à 2000, il travaille au département des études est-asiatiques de l'université de Göttingen et participe à la recherche sur les nouvelles connaissances en Chine à la fin de la période Qing. Depuis 2001, il effectue des recherches à l'institut des sciences de la communication de l'université de Trèves et enseigne parallèlement au département II – Sinologie de cette université. 
En 2002, sa thèse postdoctorale a été acceptée comme « thèse d'habilitation » par l'université d'Erlangen. Le livre est publié par Harrassowitz en 2006 sous le titre Réflexion sur soi à l'ère de l'éveil et de la résistance - Littérature chinoise moderne, 1919-1949. 
Après son Habilitation, Fang est Privatdozent et enseigne à l’Institut des langues et des cultures du Proche-Orient et de l'Asie de l'Est de l'Université d'Erlangen. Parallèlement, il est jusqu'en 2006 chercheur principal à l'Institut des sciences de la communication de l'Université de Trèves dans le cadre du projet de recherche sur Internet en Chine réalisé en coopération avec le département de sinologie et au FB-II Sinologie de cette université. 
Depuis son retour en Chine en 2006, Weigui Fang enseigne à l'école de langue et littérature chinoises de l'Université normale de Beijing et est également chercheur au Centre d’études littéraires et artistiques (Centre for Literary and Art Studies). Il est aussi « professeur distingué » et « Changjiang scholar ». Ses travaux portent sur la poétique comparée, la littérature comparée, l'histoire conceptuelle, la sociologie littéraire et la recherche sinologique sur la littérature chinoise « outre-mer ».
Parmi les publications de Fang depuis 2006, il convient de mentionner le livre Wenxue Shehuixue Xinbian, édité par Fang Weigui, et publié par Beijing Normal University Press. 
En plus des livres qu’il a écrits ou édités, et de ses articles scientifiques, il a organisé plusieurs conférences internationales à la Beijing Normal University (BNU) au cours des dernières années sous le titre général Idées et méthodes (Sixiang yu fangfa). Un an plus tard, Fang a organisé la conférence « Sixiang yu Fangfa : Jindai Zhongguo de Wenhua Zhengzhi et Zhishi Jiangou / Idées et méthodes : Politique culturelle et construction des connaissances modernes dans la Chine moderne ». 
En 2016, il organise une troisième conférence axée sur les littératures du monde, sous le titre « Sixiang yu fangfa: Hewei shijie wenxue? / Idées et méthodes : Qu'est-ce que la littérature mondiale ? » Les contributions ont été publiés en 2018 par Palgrave Macmillan sous le titre Tensions in World Literature : Between the Local and the Universal, édité par Fang.
En 2019, Palgrave Macmillan publie son étude historique sémantique sur « Les notions modernes de civilisation et de culture en Chine ». 
En plus de dix monographies (en allemand, en anglais et en chinois), Weigui Fang a aussi édité huit livres. Il est traducteur de quatre livres (de l'allemand au chinois et du chinois à l'allemand) et a également publié plus d'une centaine d'articles scientifiques. 

## Œuvres

### Monographies
- Modern Notions of Civilization and Culture in China (Notions modernes de civilisation et de culture en Chine, trad. en anglais par Weidong Wang). Dans la série Key Concepts in Chinese Thought and Culture. London ; New York ; Singapore : Palgrave Macmillan, 2019.
- Gainian de Lishi Fenliang: Jindai Zhongguo Sixiang de Gainianshi Yanjiu 概念的历史分量：近代中国思想的概念史研究 (The Significance of Concepts: Historical-Conceptual Investigation of Modern Chinese Thought / L'importance des concepts: enquête historique-conceptuelle sur la pensée chinoise moderne), Beijing: Peking University Press, 2018, 8+445 p.
- Wenxue Huayu yu Lishi Yishi. (Literary Language and Historical Consciousness / Langue littéraire et conscience historique). Shanghai: Fudan University Press, 2015.
- Ershi Shiji Deguo Wenxue Sixiang Lungao. (On German literary thought in the 20th century / Sur la pensée littéraire allemande au XXe siècle). Pékin: Peking University Press, 2014.
- Der Westen und das Reich der Mitte – Die Verbreitung westlichen Wissens im spätkaiserlichen China. (The West and the Middle Kingdom – The spread of Western knowledge in Late Imperial China / L’Ouest et le Moyen Empire - La propagation du savoir occidental dans la Chine impériale tardive). Wiesbaden; New York: Harrassowitz, 2013.
- Selbstreflexion in der Zeit des Erwachens und des Widerstands – Moderne Chinesische Literatur 1919–1949 (Self-reflection at a time of awakening and resistance - modern Chinese literature, 1919-1849 / Réflexion sur soi à l'ère de l'éveil et de la résistance - Littérature chinoise moderne, 1919-1949 ; thèse d'habilitation), dans la série: Lun Wen. Studien zur Geistesgeschichte und Literatur in China, T. 7. Wiesbaden: Harrassowitz, 2006, 671 p.
- Das Internet und China – Digital sein, digitales Sein im Reich der Mitte (L‘Internet et la Chine. Être numérique et numérique Être dans le «Moyen Empire»), Hanovre: Heinz Heise, 2004, XII + 184 p.
- Das Chinabild in der deutschen Literatur, 1871–1933. Ein Beitrag zur komparatistischen Imagologie. (L'image de la Chine dans la littérature allemande entre 1871 et 1933 - contribution à l'imagologie littéraire ; doctorat thèse), Frankfurt: Peter Lang, 1992.
- Brecht und Lu Xun. Eine Studie zum Verfremdungseffekt (Brecht et Lu Xun. Une étude sur l'effet d'aliénation [ou V-effet brechtien]). Pfaffenweiler: Centaurus-Verlagsgesellschaft, 1991.
- Bulaixite. (Brecht). Shenyang: Liaoning Publishing House, 1985.

### Livres édités
- Haiwai Hanxue yu Zhongguo Wenlun 海外汉学与中国文论 (欧洲卷) [Sinologie internationale (la contribution de l'Europe) et théorie littéraire chinoise / International Sinology (the contribution of Europe) and Chinese Literary Theory], Beijing: Beijing Normal University Publishing House, 2019, 11+496 p.
- Tension in World Literature: Between the Local and the Universal (Des Tensions dans la littérature mondiale : entre le local et l'universel). London; New York; Singapore: Palgrave Macmillan, 2018, 398 p.
- Sixiang yu Fangfa: Difangxing yu Pushixing Zhijian de Shijie Wenxue思想与方法：地方性与普世性之间的世界文学 (Ideas and Methods: What Is World Literature? Tension Between the Local and the Universal / Des Tensions dans la littérature mondiale : entre le local et l'universel), Beijing: Peking University Press, 2016, 39+270 p.
- Sixiang yu Fangfa: Jindai Zhongguo de Wenhua Zhengzhi yu Zhishi Jiangou (Ideas and Methods: Cultural Politics and the Construction of Knowledge in Modern China ; Idées et méthodes: Politique culturelle et construction des connaissances modernes dans la Chine moderne). Pékin: Peking University Press, 2015, 4+426 p.
- Sixiang yu Fangfa: Quanqiuhua Shidai Zhongxi Duihua de Keneng (Ideas and Methods: Possibilities of a Chinese-Western Dialogue in a Globalized Age ; Idées et méthodes: Possibilités d'un dialogue sino-occidental à l'ère de la mondialisation). Pékin: Peking University Press, 2014, 21+317 p.
- Wenxue Shehuixue Xinbian (New Compilation of Texts on the Sociology of Literature; Nouvelle compilation de textes sur la sociologie de la littérature). Pékin: Beijing Normal University Publishing House, 2011, , 2+448 p.
- Den Kranich fragen. 155 Gedichte von Bai Juyi (Questions à la grue: 155 poèmes de Bai Juyi ; édition bilingue), éd. par Fang Weigui. Göttingen: Cuvillier Verlag 1999, 362 p.
- Aiqing De Gushi – Deyu Guojia Qingshi San Bai Shou / 300 deutsche Liebesgedichte (300 poèmes d'amour allemands), trad. en chinois par Fang Weigui. Pékin: Zuojia chubanshe (The Chinese Writers Publishing House) 1996, 476 S.